# Aaron Ramsdale
Aaron Christopher Ramsdale (Chesterton, 1998. május 11.) angol válogatott labdarúgó kapus, a Newcastle United játékosa kölcsönben a Southampton csapatától.

## Pályafutása

### Klubcsapatokban

#### Sheffield United
2013-ban csatlakozott a Sheffield United akadémiájához. A 2015–2016-os szezonban kétszer is bekerült a felnőtt csapat keretébe a Coventry City és a Scunthorpe United elleni bajnoki mérkőzéseken. 2016 májusában aláírta első profi szerződését a klubbal.
A felnőtt csapatban egy Leyton Orient elleni FA-kupa-mérkőzésen mutatkozott be, kapott gól nélkül. A Sheffield 6–0 arányban nyerte meg a találkozót. A kupa következő fordulójában szintén ő állt a kapuban a Bolton ellen 3–2-re elveszített mérkőzésen.

#### Bournemouth
2017. január 31-én a Premier League-ben szereplő Bournemouth szerződtette, sajtóhírek szerint 800 000 font körüli összegért.
2018 januárjában a 2017-2018-as idény hátralevő részére a Chesterfieldhez került kölcsönbe. 2018. január 6-án debütált új csapatában az Accrington Stanley elleni bajnokin. Csapata 4–0-ra kikapott, de a következő fordulóban már sokkal magabiztosabb teljesítményt nyújtva őrizte meg kapuját a góltól, a Chesterfield pedig 2–0-ra legyőzte a Luton Town csapatát. A szezon során Ramsdale összesen 19 alkalommal kapott lehetőséget a negyedosztályban.
2019. január 4-én újból kölcsönadta őt a Bournemouth a 2018-2019-es szezon végéig, ezúttal a Wimbledonnak, a harmadosztályba. Másnap, a Fleetwood Town ellenében megnyert FA-kupa-mérkőzésen mutatkozott be a csapatban, míg a bajnokságban egy héttel később debütált. A 2018–2019-es szezonban összesen húsz bajnoki mérkőzésen lépett pályára League One-ban, a Wimbledon pedig kiharcolta a bentmaradást az idény végén.
A 2019–2020-as szezont megelőzően ő lett a Bournemouth első számú kapusa. A Premier League-ben egykori csapata, a Sheffield United elleni 1–1-es döntetlen alkalmával mutatkozott be a bajnokság első fordulójában. Január 12-ig minden bajnoki találkozón ő állt a csapat kapujában, akkor a Watford elleni találkozót sérülés miatt kellett kihagynia, de a következő körben, a Norwich elleni 1–0-s vereség alkalmával már ismét z ő nevével kezdődött a Bournemouth összeállítása. 2019 októberében új, hosszútávú szerződést írt alá a klubbal. Abban a hónapban ő lett a hónap játékosa a csapat szurkolóinak szavazatai alapján, miután a Norwich City és a Watford elleni bajnokikon sem kapott gólt. Formája az egész szezonon át kitartott, nem az ő teljesítményén múlt, hogy csapata végül kiesett a szezon végén, amikor a csapat szurkolói az év játékosának is megválasztották.

#### Újra Sheffield United
2020. augusztus 19-én a Sheffield United bejelentette, hogy Dean Henderson távozása után szerződtette egykori kapusát, akiért 18,8 millió eurónak megfelelő fontot fizetett a Bournemouthnak. 38 mérkőzésen védte csapata kapuját a Premier League-ben, a klub szurkolói a szezon végén az év fiatal játékosának választották. Miután a Sheffield kiesett a másodosztályba, Ramsdale az Arsenalhoz szerződött. A londoni klub 24 millió fontot fizetett érte.

### Southampton
2024. augusztus 30-án a Southampton szerződtette 25 millió font ellenében, Ramsdale pedig négy évre szóló szerződést írt alá a Premier League-csapathoz.

### Newcastle United
2025. augusztus 2-án egy szezonra szóló kölcsönszerződést írt alá a Newcastle United csapatával.

### A válogatottban
Többszörös utánpótlás-válogatott, szerepelt az angol U18-as, U19-es, U20-as és U21-es korosztályos csapatokban is.
2016 tavaszán két alkalommal szerepelt az U18-as csapatban, majd szeptemberben az eggyel idősebb korosztályban is magára húzhatta a címeres mezt. Részt vett a 2017-es U19-es Európa-bajnokságon, ahol Anglia aranyérmet szerzett. Ramsdale a torna során öt mérkőzésen állt a kapuban, ezek közül három találkozón nem kapott gólt.
2017 szeptemberében, a svájciak elleni 0–0-s döntetlen során az U20-as válogatottban is szerepet kapott.
Részt vett a 2018-as Touloni Ifjúsági Tornán, ahol az angolok szintén aranyérmet szereztek. Ramsdale a Katar ellen 4–0-ra megnyert csoportmérkőzésen védett a torna során.
A 2020-as Európa-bajnokságra eredetileg nem került be a felnőtt válogatott keretébe (Dean Henderson, Sam Johnstone és Jordan Pickford volt a három kiválasztott), de Henderson sérülését követően részt vehetett a tornán, amelyen Anglia ezüstérmet szerzett.
2021. november 15-én mutatkozott be a nemzeti csapatban, egy San Marino elleni világbajnoki selejtezőn. Tagja volt a 2022-es világbajnokságon és a 2024-es Európa-bajnokságon szereplő angol válogatottnak is, de pályára egyik tornán sem lépett.

## Statisztika
2021. május 23-án frissítve.
| Klub             | Szezon         | Bajnokság      | Bajnokság     | Bajnokság | FA-kupa       | FA-kupa | Ligakupa      | Ligakupa | Egyéb         | Egyéb | Összesen      | Összesen |
| Klub             | Szezon         | Bajnokság      | Pályára lépés | Gól       | Pályára lépés | Gól     | Pályára lépés | Gól      | Pályára lépés | Gól   | Pályára lépés | Gól      |
| ---------------- | -------------- | -------------- | ------------- | --------- | ------------- | ------- | ------------- | -------- | ------------- | ----- | ------------- | -------- |
| Sheffield United | 2015–16        | League One     | 0             | 0         | 0             | 0       | 0             | 0        | 0             | 0     | 0             | 0        |
| Sheffield United | 2016–17        | League One     | 0             | 0         | 2             | 0       | 0             | 0        | 0             | 0     | 2             | 0        |
| Sheffield United | Összesen       | Összesen       | 0             | 0         | 2             | 0       | 0             | 0        | 0             | 0     | 2             | 0        |
| AFC Bournemouth  | 2016–17        | Premier League | 0             | 0         | —             | —       | —             | —        | —             | —     | 0             | 0        |
| AFC Bournemouth  | 2017–18        | Premier League | 0             | 0         | 0             | 0       | 0             | 0        | —             | —     | 0             | 0        |
| AFC Bournemouth  | 2018–19        | Premier League | 0             | 0         | —             | —       | 0             | 0        | —             | —     | 0             | 0        |
| AFC Bournemouth  | 2019–20        | Premier League | 37            | 0         | 0             | 0       | 0             | 0        | —             | —     | 37            | 0        |
| AFC Bournemouth  | Összesen       | Összesen       | 37            | 0         | 0             | 0       | 0             | 0        | —             | —     | 37            | 0        |
| Chesterfield     | 2017–18        | League Two     | 19            | 0         | —             | —       | —             | —        | —             | —     | 19            | 0        |
| AFC Wimbledon    | 2018–19        | League One     | 20            | 0         | 3             | 0       | —             | —        | —             | —     | 23            | 0        |
| Sheffield United | 2020–21        | Premier League | 38            | 0         | 4             | 0       | 0             | 0        | —             | —     | 42            | 0        |
| Karrier összes   | Karrier összes | Karrier összes | 114           | 0         | 9             | 0       | 0             | 0        | 0             | 0     | 123           | 0        |

## Sikerei, díjai

### Klubcsapattal
Arsenal FC
- Emirates-kupa : 2022

### Válogatottal
Anglia U19
- U19-es Európa-bajnok : 2017[31]

 Anglia U21
- Touloni Ifjúsági Torna — győztes : 2018[39]

### Egyéni elismerés
AFC Bournemouth : Az év fiatal játékosa a szurkolók szavazásán: 2019–20